# Orehek (priimek)
Orehek je priimek več znanih Slovencev:
- Andrej Orehek (1878 - 1935), pisatelj-zadružan, župnik, nabožni pisec
- Blaž Orehek, arheolog
- Donald Orehek (1928 - 2022), ameriški risar in karikaturist
- Edo Orehek (*1983), kolesar
- Saša Orehek, geologinja
- Špela Orehek (*1991), šahistka (FIDE mojstrica in šahovska sodnica)